# 신야마구치역
신야마구치역(일본어: 新山口駅 신야마구치에키[*])은 일본 야마구치현 야마구치시에 위치한 서일본 여객철도 소속의 철도역이며, 산요 신칸센 정차역이다. 또는 이 역을 지나는 산요 본선, 우베 선의 정차역이며, 야마구치 선의 시점역이자, 종착역이다. 승강장 구조로는 신칸센은 2면 2선이며, 산요 본선을 포함한 일반 철도선의 경우 5면 9선이다.
2005년 행정구역 개편까지는 옛 오고리 정에 위치하고 있어 2003년 9월 30일까지는 '오고리역'으로 사용한 바 있다.

## '오고리 역'에서 '신야마구치 역'으로 개칭한 이유
지난 1997년, 야마구치 상공 회의소가 기존 '오고리 역'에서 '신야마구치 역'으로 역명 변경을 요구하는 것으로 결의하고, 1998년에 오고리 상공 회의소가 오고리 의회에 역명 변경 승인서를 제출하였으나, 지역 주민들의 반발 문제로, 지난 2003년, 야마구치현 오고리(小郡)정은 오고리 역에 신칸센 노조미 호 정차를 실현시키기 위해, 2003년 4월 초까지 서일본여객철도 측에서 제의한 역명 변경을 승인하기로 결정했다.
서일본여객철도는 2003년 상반기 및 하반기 다이어 개정을 위한 노조미 호의 오고리역 정차에 대해 협의하던 중, 역명을 '신야마구치(新山口)'로 역명 변경을 제의했으나, 관계자 일각에선, '지나치게 성급하다', '오고리라는 역명에 애착을 가진 주민들도 있다'는 의견이 있었지만, 대다수의 의원들이 '노조미호 정차를 제대로 실현시킬 절호의 기회'라며 적극 찬성하여, 역 주변 환경변화에 따른 지역 주민들의 의견을 수렴하여, 2003년 10월 1일부터, 도카이도 신칸센의 시나가와역 개업과 동시에, 후쿠오카현 오고리시에 위치한 아마기 철도 아마기 선의 오고리 역과의 혼선 방지 차원에서, 기존 '오고리 역'에서 '신야마구치 역'으로 개칭하였다.

## 승강장
| 재래선 승강장 | 재래선 승강장 | 재래선 승강장 | 재래선 승강장                               | 재래선 승강장                       |
| ------------- | ------------- | ------------- | ------------------------------------------- | ----------------------------------- |
| 0             | (SL 광장)     | (SL 광장)     | (SL 광장)                                   | (SL 광장)                           |
| 1·2           | ■야마구치 선  | (상행)        | 야마구치 · 쓰와노 방면                      | 스파오키, SL야마구치호는 1번 승강장 |
| 3             |               |               |                                             | 회송 발차 차등에 따라 발차          |
| 4·5           | ■산요 본선    | (상행)        | 호후 · 도쿠야마 방면                        | 다만 당역 발차 일부는 6번 승강장    |
| 6·7           | ■산요 본선    | (하행)        | 우베 · 시모노세키 방면                      | 다만 당역 발차 일부는 5번 승강장    |
| 8             | ■우베 선      | (상행)        | 우베신카와 · 이노 방면                      |                                     |
| 신칸센 승강장 |               |               |                                             |                                     |
| 11            | 산요 신칸센   | (상행)        | 히로시마・후쿠야마・신오사카・도쿄 방면     |                                     |
| 12            | 산요 신칸센   | (하행)        | 고쿠라・하카타・구마모토・가고시마추오 방면 |                                     |

## 역사

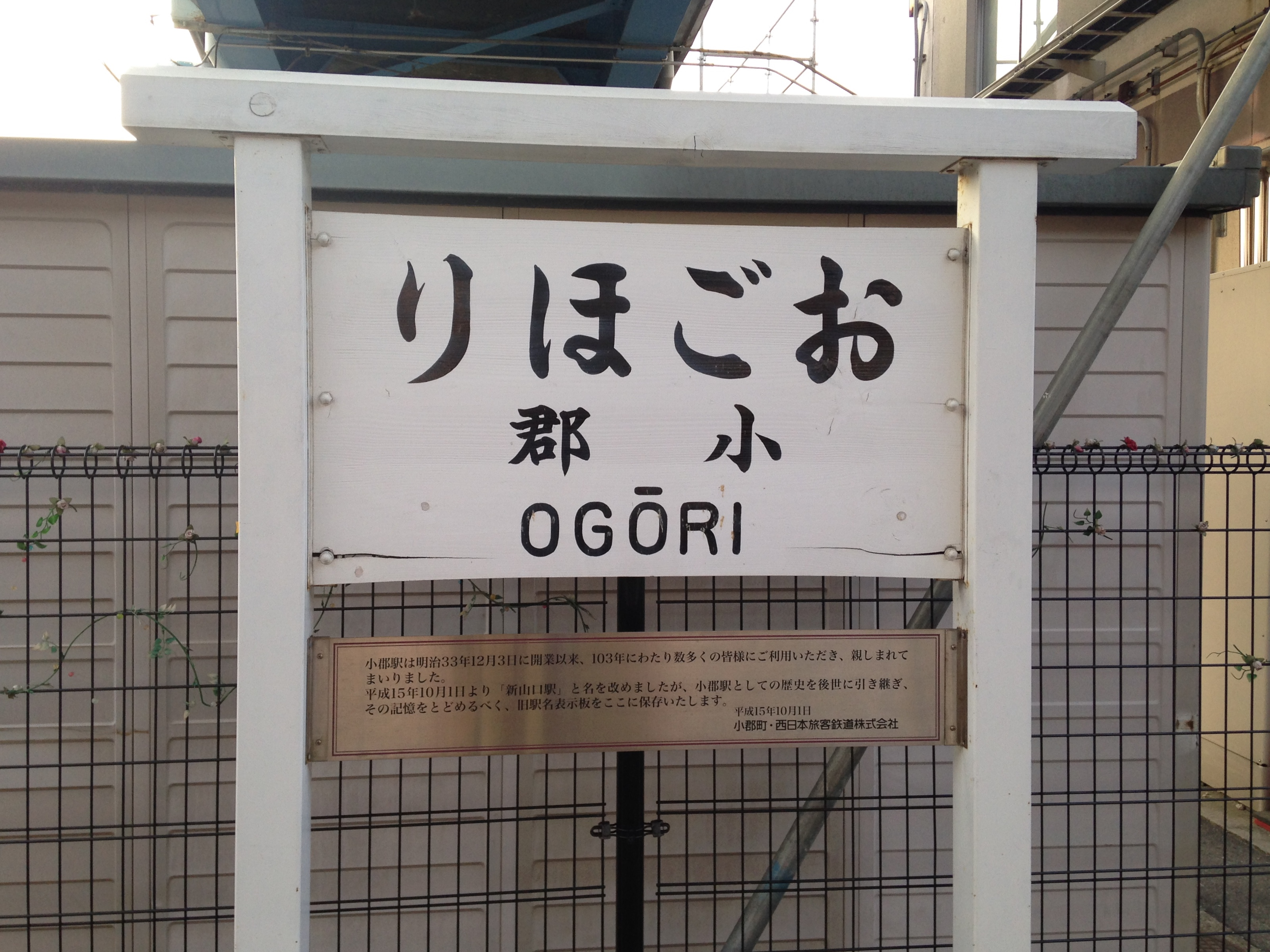
신야마구치 역의 전신인 오고리 역 옛 역명판.

- 1900년 12월 3일 - 오고리역(小郡駅 오고오리에키[*])으로 영업 개시.
- 1975년 3월 10일 - 산요 신칸센 개통.
- 2003년 10월 1일 - 기존 '오고리 역'에서 '신야마구치역'로 개칭 및 노조미 호 정차 개시.

## 역 주변
- 오고리 문화 박물관

## 인접역
| 서일본 여객철도 산요 신칸센 | 서일본 여객철도 산요 신칸센 | 서일본 여객철도 산요 신칸센       |
| --------------------------- | --------------------------- | --------------------------------- |
| 도쿠야마 도쿄 방면          | ■ 산요 · 규슈 신칸센        | 아사 가고시마추오 방면            |
| 서일본 여객철도 산요 본선   |                             |                                   |
| 요쓰쓰지 도쿠야마 방면      | ■ 보통                      | 가가와 시모노세키 방면            |
| 서일본 여객철도 야마구치 선 |                             |                                   |
| 시·종착역                   | □쾌속 "통근 라이너"         | 오토시 야마구치 방면              |
| 시·종착역                   | ■보통                       | 스오시모고 야마구치 · 쓰와노 방면 |
| 서일본 여객철도 우베 선     |                             |                                   |
| 시·종착역                   | ■보통                       | 가미카가와 우베신카와 · 이노 방면 |